# Gonzalo Rojas
Gonzalo Rojas Pizarro (Lebu, 20 dicembre 1916 – Santiago del Cile, 25 aprile 2011) è stato un poeta cileno.

## Biografia
Figlio di un minatore (e come minatore ha lavorato egli stesso, insegnando a leggere e a scrivere ai suoi compagni), divenne professore universitario a Concepción, ottenendo anche diversi incarichi diplomatici. In seguito al golpe di Augusto Pinochet si è rifugiato nella Germania Est e, più tardi, ha deciso di risiedere a Caracas, dove ha insegnato fino al rientro in patria, nel 1980.
È stato inserito da storici della letteratura ispano-americana nel gruppo di matrice surrealista “La Mandrágora” e nella cosiddetta “Generación del 38” cilena, assieme a Nicanor Parra e Braulio Arenas.
Nel 1960 ha organizzato un incontro di poeti in Cile a cui hanno partecipato anche alcuni membri della Beat Generation nordamericana. Nel 1992 ha vinto il Premio Reina Sofía e il Premio Nazionale di Letteratura del Cile, mentre nel 2003 ha ottenuto il prestigioso Premio Cervantes.

## Stile
La sua è una poesia della “ibridazione della forma”, costituita da un linguaggio che congiunge il quotidiano con il poetico, la materia e lo spirito, la vita e la morte in ricorrenti strutture dialettiche. Si percepisce nella sua opera una prima influenza delle avanguardie, dalle quali si è distanziato per approdare all'esistenzialismo di Unamuno, cogliendo anche l'aspetto dissacratorio dell'antipoesia di Parra.

## Pubblicazioni
- La miseria del hombre (1948)
- Contra la muerte (1964)
- Oscuro (1977)
- Transtierro (1979)
- Críptico y otros Poemas (1980)
- Antología breve (1980)
- Del relámpago (1981)
- 50 Poemas (1982)
- El alumbrado (1986)
- El alumbrado y otros poemas (1987)
- Materia de testamento (1988)
- Antología personal (1988)
- Esquizotexto texto y otros poemas (1988)
- Desocupado lector (1990)
- Zumbido (1991)
- Antología de aire (1991)
- Las hermosas. Poesías de amor (1992)
- Cinco Visiones (1992)
- Am Grund von alledem schlaeft ein Pferd (1993)
- Carta a Huidobro y Morbo y Aura del mal (1994)
- La miseria del hombre (1995)
- Río Turbio (1996)
- 80 veces nadie (1997)
- Obra selecta (1997)
- Tres Poemas (1998)
- Diálogo con Ovidio (1999)
- Metamorfosis de lo mismo (2000)
- ¿Qué se ama cuando se ama? (2000)
- Velocities of the possible (2000)
- Requiem de la mariposa (2001)
- Hombre es baile, mujer es igualmente baile (2001)
- Antología poética (2001)
- Al silencio (2002)
- La palabra placer y otros poemas (2002)
- Del ocio sagrado (2002)
- No haya corrupción (2003)
- Poesía esencial (2003)
- L'illuminè (2003)
- Inconcluso (2003)
- Concierto; antología poética (2004)
- La reniñez (2004)
- La voz de Gonzalo Rojas (2004)
- Poemas selectos (2004)
- Del loco amor (2004)
- Mot Doeden = Contra la muerte (2005)
- XXI por egipcio (2005)
- From the Lightning. Selected Poems (2005)
- La misere de l'homme (2005)
- Man Ray hizo la foto (2005)
- Das Haus aus Luft (2005)
- Las sílabas (2006)
- Poesía Esencial (2006)
- Esquizo (2007)
- Del Agua (2007) Regalo oficial del Gobierno de Chile a los Presidentes y Jefes de Estado asistentes a la XVII Cumbre Iberoamericana celebrada en octubre de 2007 en Santiago de Chile.
- Con arrimo y sin arrimo (2010)